# King Kong Bundy
King Kong Bundy, właśc. Christopher Alan Pallies (ur. 7 listopada 1955 w Woodbury, zm. 4 marca 2019 w Glassboro) – amerykański wrestler, aktor i stand-uper. Na przełomie lat 80. i 90. XX wieku był jednym z najbardziej rozpoznawalnych zawodników WWE.
Swoją karierę rozpoczął w 1981, walczył w wielu największych ówcześnie federacji zapaśniczych. 
16 marca 1985 zadebiutował w World Wrestling Federation. W 1986 podczas WrestleManii 2 rywalizował w głównym wydarzeniu i stoczył słynną walkę z Hulkiem Hoganem. 
W 1988 zapowiedział częściowe zakończenie kariery, ale do wrestlingu powrócił w latach 90. Definitywnie z federacji odszedł w 1995, a kilka miesięcy wcześniej, podczas WrestleManii XI, zawalczył z The Undertakerem.
Twórcy sitcomu Świat według Bundych (1987–1997) nadali nazwisko rodzinki Bundy na cześć King Konga. Sam wrestler gościnnie pojawił się w Bundych dwukrotnie; w 1988 zagrał wujka Irwina, brata Peggy Bundy, a w odcinku z 1995 zagrał samego siebie. 
Pallies próbował swoich sił także w aktorstwie. Wystąpił m.in. w komedii Przeprowadzka (1988) z Richardem Pryorem w roli głównej.
Zmarł nagle 4 marca 2019 w Glassboro w stanie New Jersey w wieku 63 lat.

## Filmografia
| Film       | Film                                            | Film                 | Film                           |
| Rok        | Film                                            | Rola                 | Reżyser                        |
| ---------- | ----------------------------------------------- | -------------------- | ------------------------------ |
| 1988       | Przeprowadzka (Moving)                          | Gorgo                | Alan Metter                    |
| 2002       | Bill's Seat                                     | Big Swede            | Karl Shefelman                 |
| 2008       | Fight the Panda Syndicate                       | Otto Belmar          | Jason J. Dale                  |
| 2010       | Card Subject to Change (film dokumentalny)      | w roli samego siebie | Tim Disbrow                    |
| Seriale TV |                                                 |                      |                                |
| Year       | Tytuł                                           | Rola                 | Uwagi                          |
| 1988       | Świat według Bundych (Married... with Children) | wujek Irwin          | odc. „All in the Family”       |
| 1995       | Świat według Bundych (Married... with Children) | w roli samego siebie | odc. „Flight of the Bumblebee” |
| 1996       | Dziewczyna z komputera (Weird Science)          | w roli samego siebie | odc. „Men in Tights”           |
| 1998       | Chłopiec poznaje świat (Boy Meets World)        | w roli samego siebie | 1 odcinek                      |
| 2014       | The Swerve                                      | w roli samego siebie | odc. „King Kong Bundy”         |